# Campionatul Mondial de polo pe apă

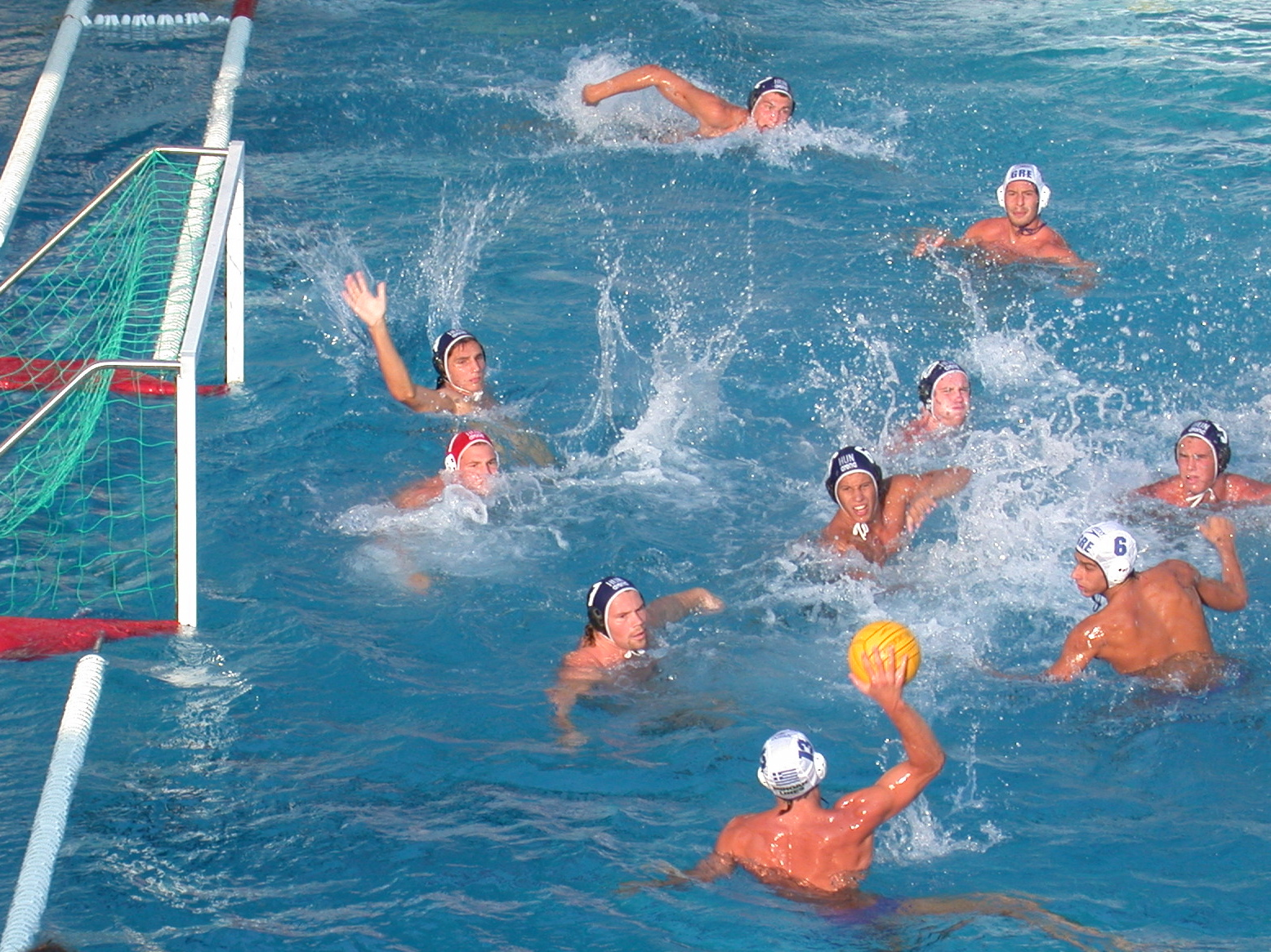
Jocul de polo pe apă

Campionatul Mondial de polo pe apă este un turneu internațional de polo care are loc odată la doi ani ca parte a Campionatului Mondial de Natație. Ultima ediție a fost câștigată de Serbia la masculin și Statele Unite la feminin.

## Statistică
| Polo pe apă la Campionatul Mondial Acvatic - turneul masculin. | Polo pe apă la Campionatul Mondial Acvatic - turneul masculin. | Polo pe apă la Campionatul Mondial Acvatic - turneul masculin. | Polo pe apă la Campionatul Mondial Acvatic - turneul masculin. | Polo pe apă la Campionatul Mondial Acvatic - turneul masculin. |
| Anul                                                           | Țară Gazdă                                                     | Aur                                                            | Argint                                                         | Bronz                                                          |
| -------------------------------------------------------------- | -------------------------------------------------------------- | -------------------------------------------------------------- | -------------------------------------------------------------- | -------------------------------------------------------------- |
| 1973                                                           | Iugoslavia                                                     | · Ungaria                                                      | · Rusia                                                        | · Serbia                                                       |
| 1975                                                           | Columbia                                                       | · Uniunea Sovietică                                            | · Ungaria                                                      | · Italia                                                       |
| 1978 Details                                                   | Berlinul de Vest                                               | · Italia                                                       | · Ungaria                                                      | · Iugoslavia                                                   |
| 1982 Details                                                   | Guayaquil, Ecuador                                             | · Uniunea Sovietică                                            | · Ungaria                                                      | · Germania de Vest                                             |
| 1986 Details                                                   | Madrid, Spania                                                 | · Iugoslavia                                                   | · Italia                                                       | · Uniunea Sovietică                                            |
| 1991 Details                                                   | Perth, Australia                                               | · Iugoslavia                                                   | · Spania                                                       | · Ungaria                                                      |
| 1994 Details                                                   | Roma, Italia                                                   | · Italia                                                       | · Spania                                                       | · Rusia                                                        |
| 1998 Details                                                   | Perth, Australia                                               | · Spania                                                       | · Ungaria                                                      | · Iugoslavia                                                   |
| 2001 Details                                                   | Fukuoka, Japonia                                               | · Spania                                                       | · Iugoslavia                                                   | · Rusia                                                        |
| 2003 Details                                                   | Barcelona, Spania                                              | · Ungaria                                                      | · Italia                                                       | · Serbia și Muntenegru                                         |
| 2005 Details                                                   | Montreal, Canada                                               | · Serbia și Muntenegru                                         | · Ungaria                                                      | · Grecia                                                       |
| 2007 Details                                                   | Melbourne, Australia                                           | · Croația                                                      | · Ungaria                                                      | · Spania                                                       |
| 2009 Details                                                   | Roma, Italia                                                   | · Serbia                                                       | · Spania                                                       | · Croația                                                      |
| 2011 Details                                                   | Shanghai, China                                                | · Italia                                                       | · Serbia                                                       | · Croația                                                      |
| 2013 Details                                                   | Barcelona, Spania                                              | · Ungaria                                                      | · Muntenegru                                                   | · Croația                                                      |
| 2015 Details                                                   | Kazan, Rusia                                                   | · Serbia                                                       | · Croația                                                      | · Grecia                                                       |
| 2017 Details                                                   | Budapesta, Ungaria                                             |                                                                |                                                                |                                                                |
| 2019 Details                                                   | Gwangju, Coreea de Sud                                         |                                                                |                                                                |                                                                |

| Polo pe apă la Campionatul Mondial Acvatic - turneul feminin. | Polo pe apă la Campionatul Mondial Acvatic - turneul feminin. | Polo pe apă la Campionatul Mondial Acvatic - turneul feminin. | Polo pe apă la Campionatul Mondial Acvatic - turneul feminin. | Polo pe apă la Campionatul Mondial Acvatic - turneul feminin. |
| An                                                            | Gazdă                                                         | Aur                                                           | Argint                                                        | Bronz                                                         |
| ------------------------------------------------------------- | ------------------------------------------------------------- | ------------------------------------------------------------- | ------------------------------------------------------------- | ------------------------------------------------------------- |
| 1986                                                          | Madrid, Spania                                                | · Australia                                                   | · Țările de Jos                                               | · Statele Unite                                               |
| 1991                                                          | Perth, Australia                                              | · Țările de Jos                                               | · Canada                                                      | · Statele Unite                                               |
| 1994                                                          | Roma, Italia                                                  | · Ungaria                                                     | · Țările de Jos                                               | · Italia                                                      |
| 1998                                                          | Perth, Australia                                              | · Italia                                                      | · Țările de Jos                                               | · Australia                                                   |
| 2001                                                          | Fukuoka, Japonia                                              | · Italia                                                      | · Ungaria                                                     | · Canada                                                      |
| 2003                                                          | Barcelona, Spania                                             | · Statele Unite                                               | · Italia                                                      | · Rusia                                                       |
| 2005                                                          | Montreal, Canada                                              | · Ungaria                                                     | · Statele Unite                                               | · Canada                                                      |
| 2007                                                          | Melbourne, Australia                                          | · Statele Unite                                               | · Australia                                                   | · Rusia                                                       |
| 2009                                                          | Roma, Italia                                                  | · Statele Unite                                               | · Canada                                                      | · Rusia                                                       |
| 2011                                                          | Shanghai, China                                               | · Grecia                                                      | · China                                                       | · Rusia                                                       |
| 2013                                                          | Barcelona, Spania                                             | · Spania                                                      | · Australia                                                   | · Ungaria                                                     |
| 2015                                                          | Kazan, Rusia                                                  | · Statele Unite                                               | · Țările de Jos                                               | · Italia                                                      |
| 2017                                                          | Budapesta, Ungaria                                            |                                                               |                                                               |                                                               |
| 2019                                                          | Gwangju, Coreea de Sud                                        |                                                               |                                                               |                                                               |

## Legături externe
- Site oficial